# Effa Manley
Effa Louise Manley (Filadelfia, 27 marzo 1897 – 16 aprile 1981) è stata una dirigente sportiva statunitense, introdotta nella National Baseball Hall of Fame nel 2006.

## Biografia
Effa Manley fu la co-proprietaria della franchigia di baseball dei Newark Eagles nelle Negro League assieme al marito Abe Manley, incontrato a una partita dei New York Yankees nel 1935, dal 1935 al 1946, e poi come proprietaria unica dalla sua morte nel 1948 al 9 dicembre 1952. Tra i migliori giocatori passati tra le file degli Eagles vi furono Larry Doby, Monte Irvin e Don Newcombe. Nel corso del tempo fu manager della squadra e svolse molti dei compiti del marito, tesoriere della Negro National League. È stata la prima donna introdotta nella Baseball Hall of Fame. L'influenza di Manley si estese oltre il baseball dal momento che fu un'attivista del Movimento per i diritti civili e un'attivista sociale.